# Кичигин, Георгий Петрович
Георгий Петрович Кичигин (род. 24 мая 1951 года, Омск, РСФСР, СССР) — советский и российский художник, член-корреспондент Российской академии художеств (2011).

## Биография
Родился 24 мая 1951 года в Омске, где живёт и работает.
В 1974 году — окончил художественно-графический факультет Омского государственного педагогического института имени А. М. Горького (сейчас это — Омский государственный педагогический университет).
С 1981 года — член Союза художников СССР, России.
В 2011 году — избран членом-корреспондентом Российской академии художеств от Отделения Урал, Сибирь, Дальний Восток.
С 1997 года — профессор кафедры живописи факультета искусств Омского государственного педагогического университета.
Член выставкома при Омском областном отделении Союза художников России, член комиссии по монументальному искусству, комиссии по присуждению премий при Министерстве культуры Омской области, член Топонимической комиссии, Градостроительного Совета, экспертного Совета при главном художнике г. Омска.

## Творческая деятельность
Основные проекты и произведения: «Натюрморт с раковиной» (1981), триптих «Моя мастерская»: центральная часть «Холст» (1982), «Пейзаж с факелом» (1984), «Автопортрет с дамбой» (1986), «Трасса» (1991), «Трибуна» (1992), «Калитка» (1993), «Сиреневые сумерки. Посвящение М. А. Врубелю» (2006), триптих «Жизнь мёртвой натуры» (2008), «Автопортрет. Несение мольберта». (2009).
Произведения находятся в собраниях музеев и частных коллекциях России и за рубежом.
Участник региональных, всесоюзных, всероссийских и международных выставок с 1972 года.

## Награды
- Заслуженный художник Российской Федерации (26 ноября 1994) — за заслуги в области искусства[1]
- Заслуженный деятель искусств Российской Федерации (2006)[2]
- Почётный деятель культуры города Омска (2013)
- Юбилейная медаль «200 лет Омской области» (20 января 2023)[3]